# Hubby Goes to the Races
Hubby Goes to the Races è un cortometraggio muto del 1912 diretto da Frank Wilson, considerato un film perduto.

## Trama
Hubby va alle corse dove viene scambiato per un allibratore.

## Produzione
Il film fu prodotto dalla Hepworth. Si conoscono pochi dati del film che, prodotto dalla Hepworth, fu distrutto nel 1924 dallo stesso produttore, Cecil M. Hepworth. Fallito, in gravissime difficoltà finanziarie, il produttore pensò in questo modo di per poter almeno recuperare il nitrato d'argento della pellicola.

## Distribuzione
Distribuito dalla Hepworth, il film - un cortometraggio di 183 metri - uscì nelle sale cinematografiche britanniche nell'ottobre 1912.